# Astucia, el jefe de los Hermanos de la Hoja
Astucia, el jefe de los Hermanos de la Hoja o Los charros contrabandistas es una novela costumbrista mexicana publicada en 1865 por Luis G. Inclán. Es la única novela que se preserva del autor y en su momento fue de las primeras novelas ambientadas en el México independiente.

## Argumento
La historia sigue la vida de Lorenzo Cabello, un joven que después de probar suerte en el tráfico de aguardiente y perder todo debido a una traición, decide unirse a los Hermanos de la Hoja, un grupo de contrabandistas de tabaco. Con el tiempo, Lorenzo, también conocido como Astucia, toma el mando y junto al grupo vive diversas aventuras en el camino que va desde el Valle de Orizaba hasta la Tierra Caliente en Michoacán. A medida que avanza la trama, se narran las historias individuales de cada charro, revelando sus orígenes y motivaciones.

## Enlaces exernos
- Wikimedia Commons alberga una categoría multimedia sobre Astucia, el jefe de los Hermanos de la Hoja.

- Datos: Q124620320